# محلية القاش
محلية القاش (بالإنجليزية: Al Gash District)‏ إحدى محليات ولاية كسلا، السودان.